# Ole Thyssen
Ole Thyssen (født 3. november 1944) er professor emeritus, dr.phil. ved Institut for ledelse, politik og filosofi på Copenhagen Business School (CBS).
Hans bog Det filosofiske blik blev nomineret til Årets historiske bog i 2012, der uddeles af Dansk Historisk Fællesråd.
Thyssen blev uddannet mag.art. i filosofi fra Københavns Universitet i 1971 og modtog sin doktorgrad samme sted i 1976. Blandt andet med afsæt i den tyske sociolog og filosof Niklas Luhmanns systemteori har han analyseret etik og æstetik i organisationer. I den senere del af sin karriere har Thyssen fokuseret på filosofihistorie og politisk filosofi herunder statsteori.

## Udvalgte Publikationer
- Utopisk dialektik Gyldendal, 1976
- Den anden natur Vindrose, 1982
- Teknokosmos — om teknik og menneskerettigheder Gyldendal, 1985
- Nutiden — det overfyldte rum Gyldendal, 1993
- I hinandens øjne — bidrag til en kynisk etik Gyldendal, 1995
- En mærkelig lyst. Om iagttagelse af kunst Gyldendal, 1998
- Æstetisk erfaring Samfundslitteratur, 2005
- Værdiledelse 4. udg., Gyldendal 2004
- Genkendelsens under Gyldendal, 2004
- Æstetisk ledelse Gyldendal, 2003

## Udmærkelser
Ole Thyssen tildeltes i 2001 en livsvarig ydelse fra Statens Kunstfond for et "forfatterskab af almen kulturel betydning".

## Kritik
Ole Thyssen er blevet kritiseret for, at han har antireligiøse og ateistiske holdninger, der for nogle gør hans faglige perspektiv fordomsfuldt .